# Griselda Álvarez
Griselda Álvarez Ponce de León (* 5. April 1913 in Guadalajara; † 26. März 2009 in Mexiko-Stadt) war eine mexikanische Schriftstellerin und Politikerin.

## Leben
Griselda Álvarez entstammte einer mexikanischen Politikerfamilie: Ihr Urgroßvater war der mexikanische General Manuel Álvarez. Ihr Vater Miguel Álvarez García war ein Regionalpolitiker in Colima. Auch Griselda Álvarez war 1976 Senatorin von Jalisco und 1979 mit ihrer Wahl zur Regierungschefin von Colima die erste weibliche Präsidentin auf Länderebene in Mexiko. Wenngleich sie früher Mitglied des PRI war, so unterstützte sie bis zu ihrem Tod die Forderungen von Andrés Manuel López Obrador (PRD). 1996 wurde sie mit der Medalla Belisario Domínguez del Senado de la República ausgezeichnet.

## Werke
- Cementerio de Pájaros 1956
- Dos cantos 1959
- Desierta compañía 1961
- Letanía erótica para la paz 1963
- La sombra niña 1965
- Anatomía superficial 1967
- Estación sin nombre 1972
- Tiempo presente

| Personendaten    | Personendaten                                 |
| ---------------- | --------------------------------------------- |
| NAME             | Álvarez, Griselda                             |
| ALTERNATIVNAMEN  | Álvarez Ponce de León, Griselda               |
| KURZBESCHREIBUNG | mexikanische Schriftstellerin und Politikerin |
| GEBURTSDATUM     | 5. April 1913                                 |
| GEBURTSORT       | Guadalajara (Mexiko)                          |
| STERBEDATUM      | 26. März 2009                                 |
| STERBEORT        | Mexiko-Stadt                                  |